# Yantai Laishan International Airport
Yantai Laishan International Airport (kinesiska: 烟台莱山国际机场, 煙台萊山國際機場, Yāntái Láishān Guójì Jīchǎng) är en flygplats i Kina. Den ligger i provinsen Shandong, i den östra delen av landet, omkring 400 kilometer öster om provinshuvudstaden Jinan.
Runt Yantai Laishan International Airport är det tätbefolkat, med 982 invånare per kvadratkilometer. Närmaste större samhälle är Yantai, 10,5 km nordost om Yantai Laishan International Airport. Trakten runt Yantai Laishan International Airport består till största delen av jordbruksmark.
Genomsnittlig årsnederbörd är 748 millimeter. Den regnigaste månaden är juli, med i genomsnitt 264 mm nederbörd, och den torraste är februari, med 12 mm nederbörd.